# 侬全福
侬全福（？—1039年），越南典籍作儂存福，北宋时期广西广源州（今靖西、田东一带）势力最大的广源州蛮（今称壮族、越南称侬族）首领。
侬全福之父侬民富曾被宋太宗封为检校司空、御史大夫、上柱国的官职。宋真宗初年，侬全福承继父位，宋朝封侬全福为傥犹州（今广西扶绥）知州。弟弟侬存禄为万涯州（今广西大新）首领，妻弟当道为武勒州（今广西扶绥境）首领。侬全福杀死二人，占领万涯州和武勒州。
由于广源州接近宋越边境，侬全福也向大瞿越李朝奉土称臣。当时，侬全福开发广源州的金矿“招诱中国及诸峒民，其徒甚众”，经济走向繁荣。1029年，侬全福在当地建立“长其国”（一曰“长生国”），自称“昭圣皇帝”，立其妻阿侬为“明德皇后”，封儿子侬智聪为“南衙王”，拒绝向大瞿越奉土称臣。
西农首领何文贞向李朝朝廷报告此事。通瑞六年（1039年）二月，李太宗以开皇帝李日尊为监国，亲率军队突袭长其国。侬全福率部逃匿山泽。李太宗率兵追击，擒获侬全福及侬智聪等五人，只有阿侬与年仅十四岁的侬智高逃脱幸免。李太宗夷平了城池，招抚其部众，随后将侬全福等五人押往昇龍。
侬智高继位，向大瞿越贡献大量黄金，请求释放其父。李太宗假装答应他的请求，收下黄金后却下诏将侬全福等人皆斩之于昇龍都市，并把全福首级送交侬智高母子。